# Hirpinia

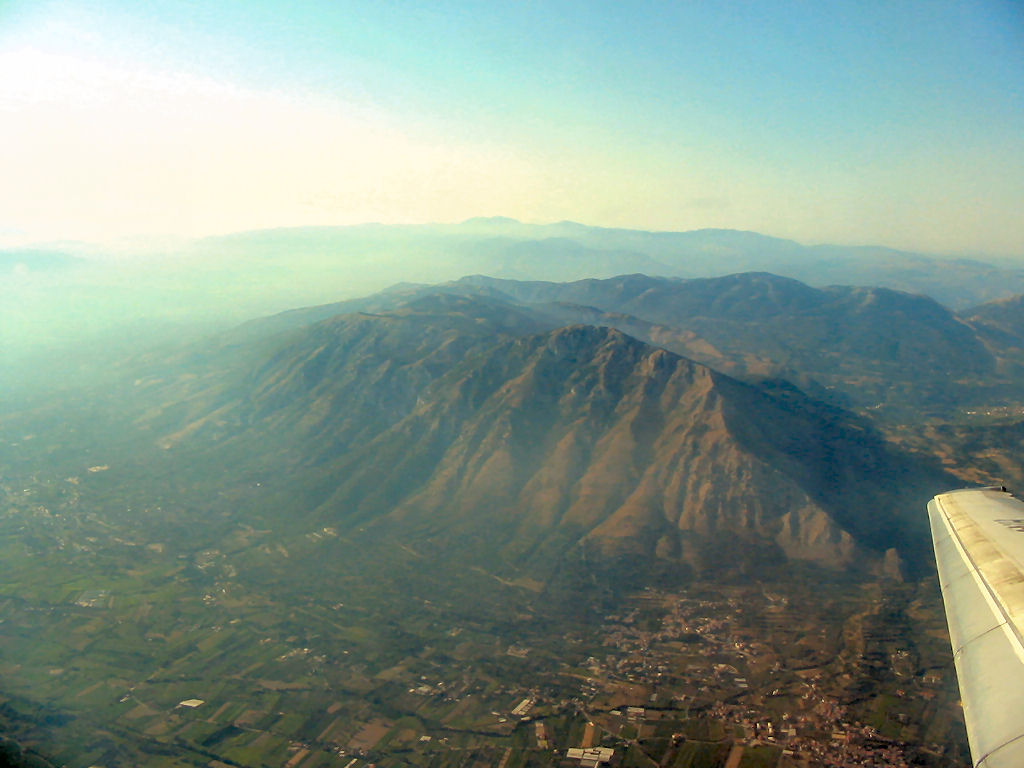
Hirpiniai táj repülőből nézve

Hirpinia (olaszul: Irpinia) egy olaszországi történelmi tájegység, Avellino megyében. Nevét az ókorban itt élő hirpinusokról kapta.

## Földrajzi jellemzői
A vidék nagy részét a Campaniai-Appenninek mészkővonulatai foglalják el, amelyekben karsztjelenségek figyelhetők meg. A vidék nyugati irányban lejt és geológiai felépítése is megváltozik: a mészkőrétegeket homokkőrétegek váltják fel. A vidék legmagasabb csúcsai a Monte Avella (1591 m) valamint a Monte Terminio (1783 m). Keleten az Ofanto folyó völgye határolja, északon Samnium és Daunia, délen pedig a Picentini-hegység.

## Története
A vidék neve Hirpinia az oszk hirpus szóból ered, melynek jelentése szürke farkas. A vidék első lakosai a szabinok (oszk törzs) voltak, akik az i. e. 6 században érkeztek Umbriából. Később a hirpinik telepedtek le a vidéken kiszorítva az őslakosokat a Sabato, Calore Irpino és Ofanto folyók által határolt területről. Fő központjaik Maloentom (Benevento), Romulea (Bisaccia), Compsa (Conza della Campania) és Abellinum (Avellino) voltak.
A hirpinik érkezéséről pontos adatok nincsenek, de valószínűleg már az első szamnisz háború előtt (i. e. 342) letelepedtek a vidéken. I. e. 280-ban Epiruszi Pürrhosz is említést tesz róluk itáliai hadjárata során. I. e. 275-ben a szamniszok szövetségesei voltak, i. e. 252-ben Abellinumot elfoglalták a rómaiak, akik fokozatosan kiszorították és latinizálták a lakosságot. I. e. 22-ben Livia néven császári colonia lett. A Nyugatrómai Birodalom bukása után a vidék a bizánciak majd longobárdok fennhatósága alá került. A normannok érkezésével dél-itáliába a Nápolyi Királyság része lett.

## Települései
Hirpinia központja Avellino város.
Községek (comuni):
- Atripalda
- Ariano Irpino
- Frigento
- Grottaminarda
- Lioni
- Mercogliano
- Montella
- Montoro Inferiore
- Montoro Superiore
- Nusco
- Sant’Angelo dei Lombardi
- Solofra
- Serino
- Summonte